# Sclerophrys
Amietophrynus är ett släkte av groddjur som ingår i familjen paddor.
Arterna förekommer främst i Afrika söder om Sahara. Dessutom finns populationer i nordvästra Afrika och på Arabiska halvön.

## Dottertaxa tillSclerophrys, i alfabetisk ordning[2]
Listan är inte anpassad till det nya släktnamnet.
- Amietophrynus asmarae
- Amietophrynus blanfordii
- Amietophrynus brauni
- Amietophrynus buchneri
- Amietophrynus camerunensis
- Amietophrynus chudeaui
- Amietophrynus cristiglans
- Amietophrynus danielae
- Amietophrynus djohongensis
- Amietophrynus fuliginatus
- Amietophrynus funereus
- Amietophrynus garmani
- Amietophrynus gracilipes
- Amietophrynus gutturalis
- Amietophrynus kassasii
- Amietophrynus kerinyagae
- Amietophrynus kisoloensis
- Amietophrynus langanoensis
- Amietophrynus latifrons
- Amietophrynus lemairii
- Amietophrynus maculatus
- Amietophrynus pantherinus
- Amietophrynus pardalis
- Amietophrynus perreti
- Amietophrynus poweri
- Amietophrynus rangeri
- Amietophrynus reesi
- Amietophrynus regularis
- Amietophrynus steindachneri
- Amietophrynus superciliaris
- Amietophrynus taiensis
- Amietophrynus togoensis
- Amietophrynus tuberosus
- Amietophrynus turkanae
- Amietophrynus urunguensis
- Amietophrynus villiersi
- Amietophrynus vittatus
- Amietophrynus xeros

## Bildgalleri

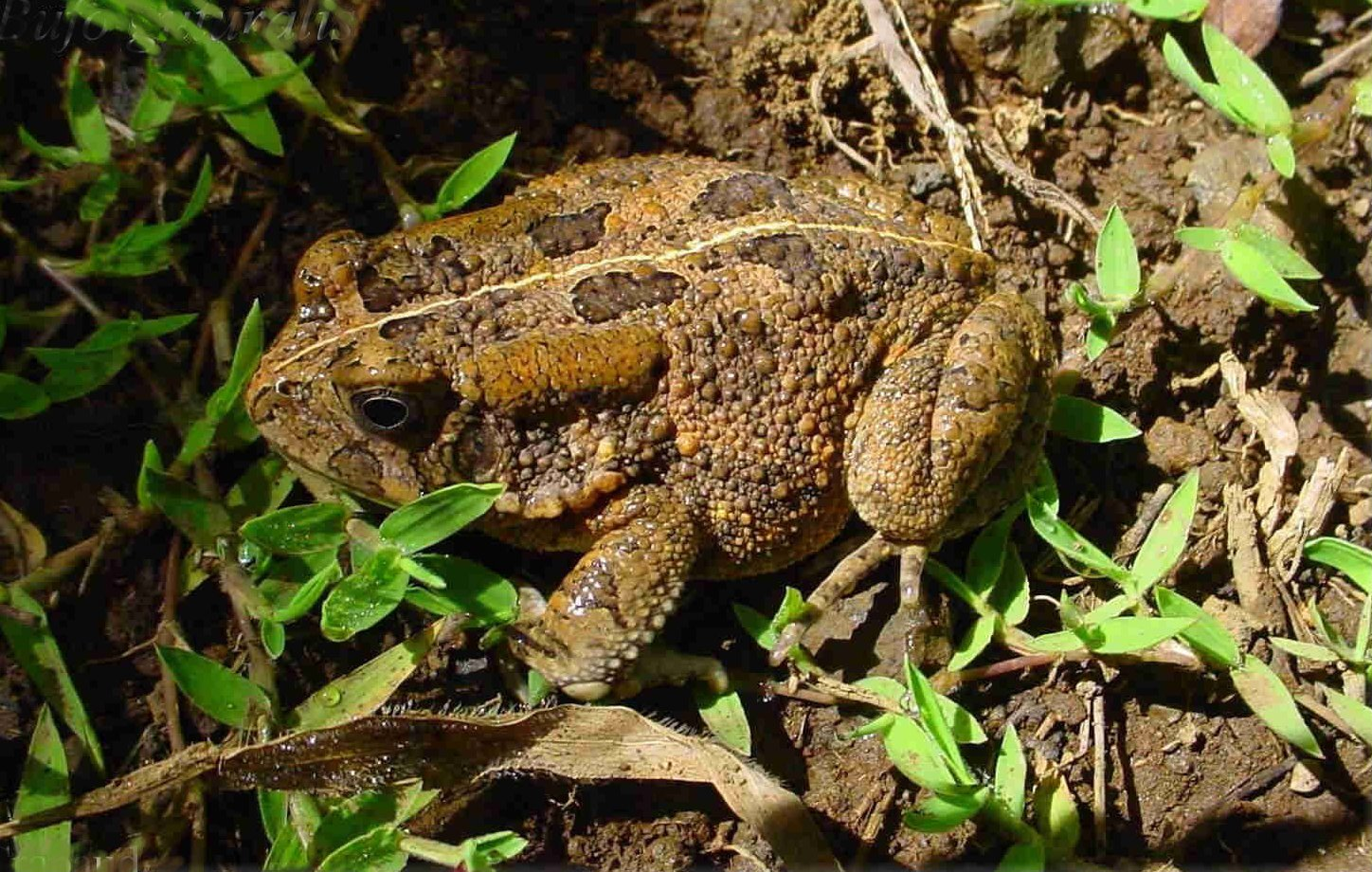